# Troels Lybecker
Troels Peter Lybecker (født 12. september 1931 i København, død 12. september 2020 på Frederiksberg) var en dansk maler og billedhugger, tegner og grafiker.

## Kunstnerisk uddannelse og virke.
- 1950-53: De Tekniske Selskabers Skoler. Oplæg til akademiet hos malerinde Bizzie Høyer og billedhugger Luchow Nielsen.
- 1953-61: Kunstakademiets Billedhuggerskoler hos Johannes Bjerg og Mogens Bøggild.
- 1958: Kunstakademiets guldmedalje for relief af operationsscene hugget i fransk sandsten. Relieffet er senere skænket til Bispebjerg Hospital, hvor også gipsafstøbning er ophængt.

Præmieret udkast til Knud Rasmussen-monumentet på Strandvejen.
I uddannelsestiden studierejser til Italien, Tyrkiet og Grækenland med ophold på  det græske kunstakademis atelierer i Delphi og Rhodos by. Tegninger og lerskupturer herfra er i privat eje og hos Troels.
Efter afgang fra Akademiet i 1961 fortsat job som underviser i keramik i Vesterbro Ungdomsgård under KKA samt i AOF regi.
1960erne: Arbejde med skulpturel udformning af møbler og lamper. Førstnævnte i polyetherskum kom i produktion,  blev udstillet i Ottobeuren og MøbelMart i Bella Center og solgt i Danmark, Norge og Sverige. Billedmateriale opbevares i Designmuseum Danmark. Samme sted er et eksemplar af omklædningsbadekåbe fra samme periode. Den blev også sat i produktion.
1970erne: Portrættegning,maleri og modellering, hovedsageligt på bestilling fra private.
Gæsteunderviser på Akademiets Konservatorskole i disciplinen heliografi.
1978-2013: Interessen for portrættegning tager fart.
Gæster på Frederiksbergs værtshuse bliver modeller, skuespillere og  menigmand tegnes. Et par politikere sidder også model.
Nyhavns værtshuse inddrages hurtigt.Da de gamle værtshuse er en saga blot vides kun, at der kan ses portrætter fra perioden på Café Brooklyn
Minefeltets værtshuse kommer til. Arbejderne er at se på flere af dem, ikke mindst på Hviids Vinstue, Skindbuksen, Café Nick og Toga.
Skindbuksens Miljøpris og vinmærkat 1985 – ses på Skindbuksen.
Bronzebuste af maleren Svend Aage Tauscher på Kunsthallen Nikolajs sydvestlige hjørne 1988, i lille format på Skindbuksen.
Oliemaleri ”De 9 Muser” til Skindbuksen. Originalen solgt videre til privatperson, nu som plakat i loftet på Skindbuksen. Samme sted maleri af Poul Girotti (Valentino) og Charles Flindt samt tegnede portrætter af stamkunder.
Portrætmalerier  af Egon Weidekamp, Bodil Jensen, Peter Martinussen på Københavns Rådhus 1990erne.
Maleri af stabstambur Jan Jerichau 1991 på Hviids Vinstue.
Portrætmalerier af to borgmestre til Ledøje-Smørum Kommune 1990.
Frederiksberg Julemærke 1992, linoleumssnit.
Adskillige portrætter af privatpersoner er i privat eje og hos Troels, fra miljøet portrætmaleri af Sven Møller Andersen.
Portrættegning på Hviids Vinstue og bronzebuste på Københavnercaféen af bokser Jørgen Gamle Hansen.
Borgmesterportræt til Aabenraa Kommune 2006
Glaseret lerskulptur af lam til restaurant Hvide Lam 2007.
Bronzebuste af professor Tribini til Dyrehavsbakken 2008.
Portræt af byhistoriker Bent Zinglersen på mindeplade opsat på Café Nick 2008.
Skulpturer i ler, gips og bronze, siddende pige, børnebuster, heksen fra Fyrtøjet, heksen og soldaten i bronzerelief  i privateje.
Tegnede og malede portrætter efter bestilling og på Minefeltets værtshuse.
Bemalet gipsrelief efter forsvundet forbillede til baren ”Musen og Elefanten” 2013.

## Udstillinger
Charlottenborgs Forårsudstilling 1958 guldmedaljearbejdet
   -”-                            -”-                       1961-62 skulpturer i rødler, udført i Delphi.
Århus Kunstbygning, Muskelsvindfonden 1977.
Nikolaj Udstillingsbygning (BKF) 1979 og 1981.
Frederiksberg Hovedbibliotek 1980.
Nyhavnskroen 1982.
Kunstforeningen Limfjorden 1980/82/84.
Galleri Marius 1984.
Weekend Galleriet 1987.
Rosenborg Bodega 1989.
Kongens Have (DBS) 1989.
Ledøje-Smørum Rådhus 1990.
Teknisk Skole på Frederiksberg 1995.
Trinitatis: Kong Alkohols ansigter 2001.
Nikolaj Kunsthal: ”Kunsten i Minefeltet”, 2017/18.

## Stipendier og legater
- Hakon Thorsens Diplom 1953.
- Even Nielsen 1959.
- C.C. Hall 1961.
- Akademiets Rejsestipendium 1960.
- Stipendium til ophold på San Cataldo 1977.
- Skindbuksens Miljøpris 1985
- Hvassfondens rejselegat 1992.

Medlem af Billedkunstnerforbundet (BKF), Dansk Billedhuggersamfund (DBS)og Kunstnersamfundet.